# Classique des Alpes 1993
La Classique des Alpes 1993, terza edizione della corsa e valida come evento UCI categoria 1.1, si svolse il 23 maggio 1993, per un percorso totale di 202 km. Fu vinta dall'olandese Eddy Bouwmans che giunse al traguardo con il tempo di 5h55'25" alla media di 34,101 km/h.

## Ordine d'arrivo (Top 10)
| Pos. | Corridore           | Squadra     | Tempo    |
| ---- | ------------------- | ----------- | -------- |
| 1    | Eddy Bouwmans       | Novemail    | 5h55'25" |
| 2    | Thierry Claveyrolat | GAN         | a 49"    |
| 3    | Jean-Cyril Robin    | Castorama   | a 3'33"  |
| 4    | Miguel Arroyo       | Subaru      | a 5'07"  |
| 5    | Laurent Dufaux      | Once        | a 6'49"  |
| 6    | Luc Roosen          | Lotto       | s.t.     |
| 7    | Heinrich Trumheller | Castorama   | s.t.     |
| 8    | Bo Hamburger        | TVM         | a 6'55"  |
| 9    | Robert Millar       | TVM         | a 7'09"  |
| 10   | Dieter Runkel       | Wordperfect | a 8'23"  |